# Canidelo (Vila Nova de Gaia)
Canidelo is een plaats (freguesia) in de Portugese gemeente Vila Nova de Gaia en telt 23.737 inwoners (2001).